# Битва під Лещавою-Горішньою

Битва під Лещавою-Горішньою — військове протистояння, що відбулося 28 жовтня 1944 року в районі села Лещава-Горішня між чорноліським куренем УПА та радянським відділом НКВД.
Деякі джерела вказують також як дату бою 22 або 24 жовтня 1944 року.

## Передісторія
Влітку 1944 року, перед проходженням лінії фронту, українські відділи УПА відступили з Перемиського Підгір'я (пол. Pogórza Przemyskiego) в розташовані більш на південний схід, вищі масиви Східних Карпат, щоби перечекати проходження лінії німецько-радянського протистояння й уникнути зустрічі з великими військовими підрозділами Вермахту й Червоної Армії. У вересні 1944 року повернулися сотні «Хоми» (НН), а також «Чорного» (НН), які входили до складу керованого «Кулею» (Яків Чорній, інші псевда «Ударник», «Мушка») куреня УПА «Смертоносці» з ТВ-22 «Чорний ліс». В жовтні їх особовий склад був посилений за рахунок мобілізованих членів Самооборонних Кущових Відділів (СКВ).
В той час в тилу лінії фронту діяли сильні відділи НКВС.

## Хід бою
28 жовтня 1944 о 5 годині ранку підрозділ НКВС, який нараховував 300 солдатів, атакував згрупування близько 500 солдатів УПА. Зараз по початку битви підійшло підкріплення НКВС в кількості 800 солдатів, підтримуване кількома автоброньовиками, а опівдні ще 300 солдатів. Тривала битва близько 15 годин, по яких радянські відділи відступили.

## Оцінки втрат

### ОУН
Підрозділ УПА втратив 17 чоловік убитими (серед них — сотенного «Хому»), 8 пораненими, 3 померлих від ран і 3 спалених живцем. В тій битві брав участь сотник «Хрін» Степан Стебельський (ще як командир чоти в сотні «Дружинники» під керівництвом «Хоми»). Прославився відвагою, знищивши один з бронеавтомобілів, при цьому отримав тяжкі поранення обидвох рук.

### СРСР
Втрати того підрозділу НКВС становлять 207 убитих (серед яких 1 генерал і кільканадцять старших офіцерів), 2 згорілі автоброньовики і 13 військових вантажівок.

## Наслідки
Після цієї битви частина відділів УПА була розформована, поповнивши відділи СКВ, частина натомість відступила й повернулась в Східні Карпати.

## Значення
Це була найбільша на території Польщі битва між УПА та радянськими військами.